# Cornel West
Cornel Ronald West (* 2. června 1953 Tulsa) je americký filozof, politický aktivista a spisovatel.
Roku 1980 se stal prvním Afroameričanem v historii, který vystudoval filozofii na Princetonské univerzitě. Posléze se na Princetonu stal profesorem afroamerických studií a na Union Theological Seminary v New Yorku profesorem filozofie. Jeho ústředními filozofickými tématy jsou rasa, gender a třídní boj. K jeho nejznámějším pracím patří knihy Race Matters (1993), The Future of the Race (1996) a Democracy Matters (2004).
Objevil se ve filmech Matrix Reloaded a Matrix Revolutions. K filmové sérii Matrix navíc spolu s Kenem Wilberem připravil široký filozofický komentář. Objevil se i v sitcomu Studio 30 Rock.
Označuje se za „nemarxistického socialistu“ a hlásí se k černošskému křesťanství („black church“). Je členem sociálně-demokratické strany Democratic Socialists of America (členky Socialistické internacionály). Roku 2008 patřil k hlavním podporovatelům Baracka Obamy v jeho prezidentské kampani, později však svou podporu odvolal. Roku 2011 Obamu označil za „černého maskota oligarchů z Wall Street“ a „hlavu amerického stroje na zabíjení“.
Dne 5. června 2023 oznámil, že bude kandidovat v prezidentských volbách v roce 2024.